# Fovea costalis inferior

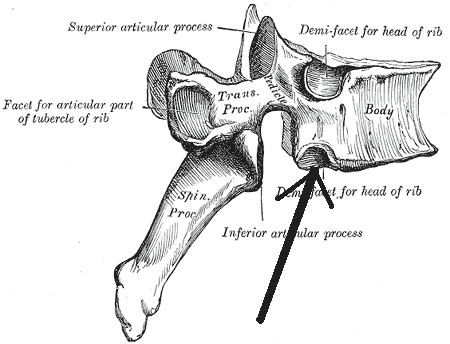
Egy hátcsigolya oldalról (a nyíl mutatja a borda illeszkedési helyét)

A fovea costalis inferior a csigolyának azon része ahova illeszkedik a borda. Ez a rész a csigolya alsó részén található.